# Карамзинская общественная библиотека

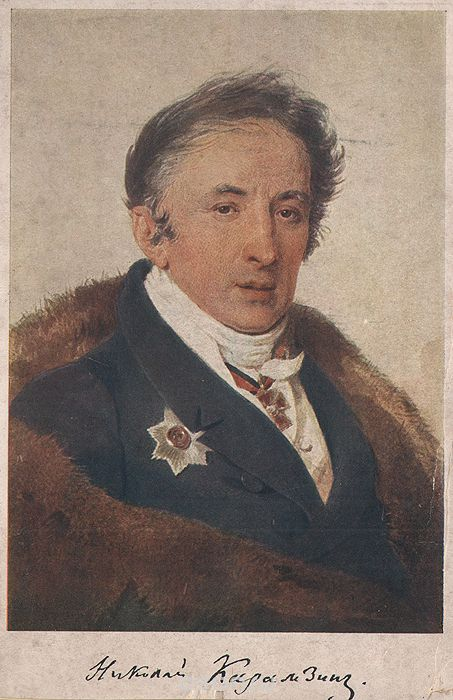
Портрет Карамзина Николая Михайловича, автор Венецианов, Алексей Гаврилович.

«Карамзинская общественная библиотека» — мемориальная экспозиция в                                                                                                                                    Ульяновской областной научной библиотеке им. В. И. Ленина, воссоздающая облик одной из первых публичных библиотек российской провинции 2-й половины XIX в. Открыта в 1990 г. Местонахождение: г. Ульяновск, переулок Карамзина, д. 3.

## История

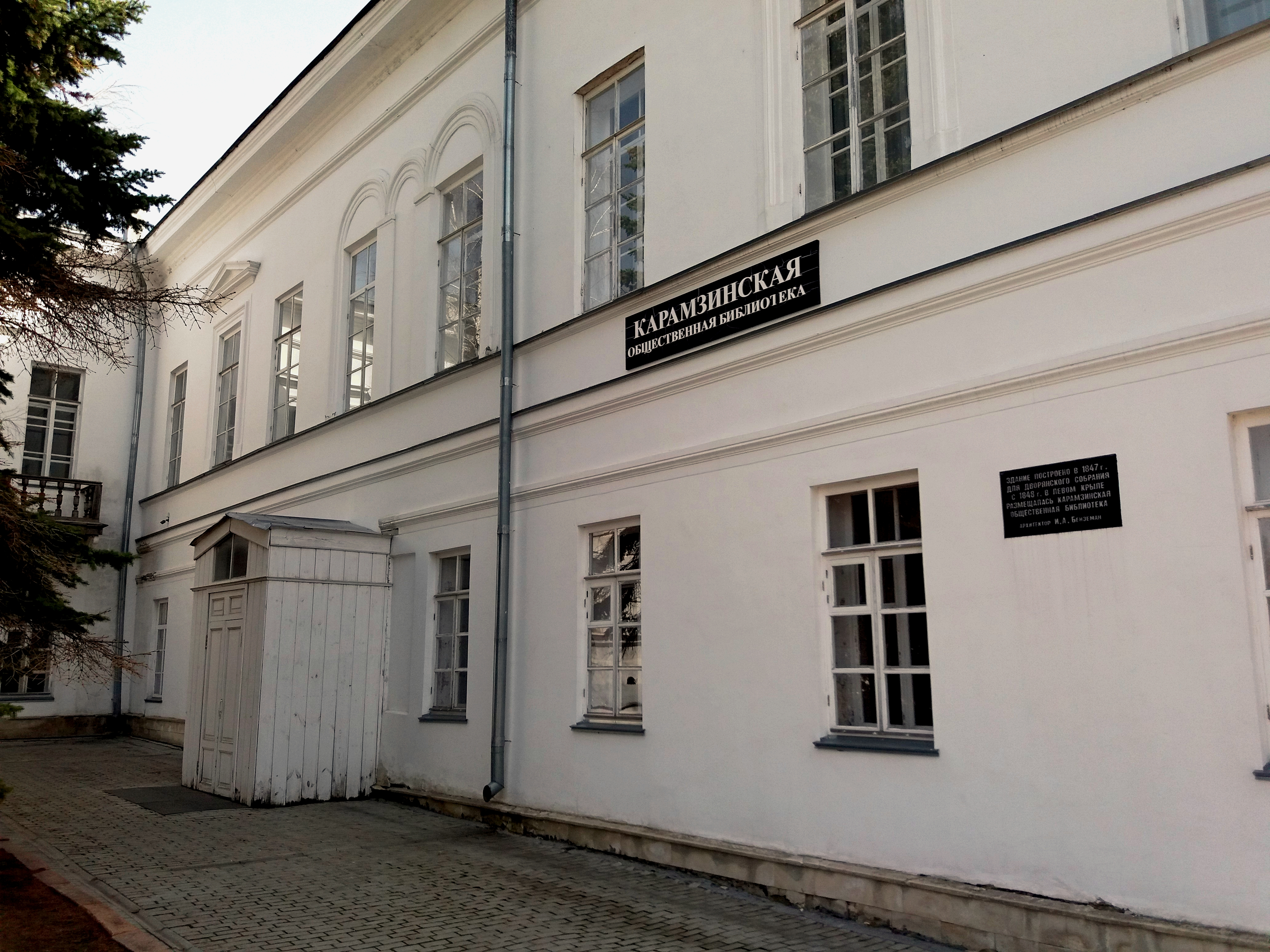
Вход в Карамзинскую библиотеку.

Карамзинская общественная библиотека в Симбирске создавалась в честь и память знаменитого земляка, первого русского историографа Н. М. Карамзина и открылась для читателей 18 апреля 1848 г. Библиотека занимала три комнаты в левом крыле здания Дворянского собрания (архитектор И. А. Бенземан).

Согласно Уставу, библиотека учреждалась 
…на счёт пожертвований от дворянства и прочих сословий", а её цель состояла в том, "чтобы 1) сохранить рукописи и документы, рассеянные по здешней губернии и постепенно истребляющиеся от времени и небрежения тех, кому оные принадлежат или достаются. […] и 2) чтобы доставлять всем жителям города полезное чтение и способы к образованию…

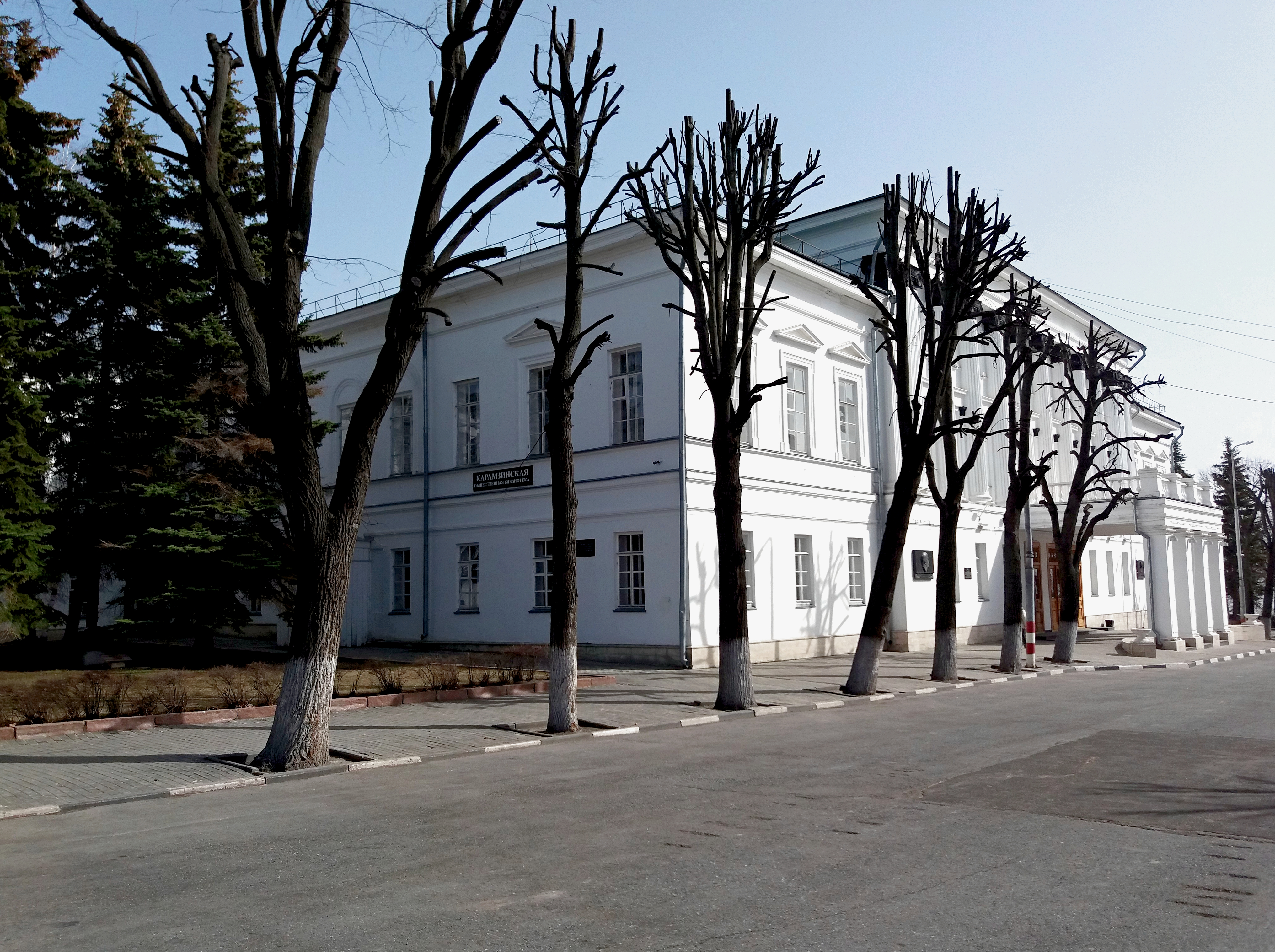
Карамзинская общественная библиотека.

Правила Карамзинской библиотеки разрешали вход в неё всем «без затруднения и предварительной выдачи билетов, исключая лиц в неприличном виде и одеянии». Среди читателей библиотеки были люди разных сословий — дворяне и купцы, учителя и чиновники, крестьяне и военные, духовенство и адвокаты. Пользование библиотекой было бесплатным, но на дом книги выдавались под 5-рублёвый залог.

Временами расцвета Карамзинской общественной библиотеки были 1870—1880-е гг. Число её читателей достигало 900—1100 человек в год, они прочитывали от 30 до 45 тыс. книг. Кроме того, в год регистрировалось более 25 тыс. посещений читального зала. К 1878 г. библиотека имела уже 13-тысячный фонд и 
…всякий мог найти в ней весьма многое: беллетрист встречал в ней что-нибудь новое по своему желанию, а серьёзный читатель находил в ней чрезвычайно много полезного для себя; для историка и юриста Карамзинская библиотека могла быть драгоценным справочным местом; в ней было всё лучшее по этим частям

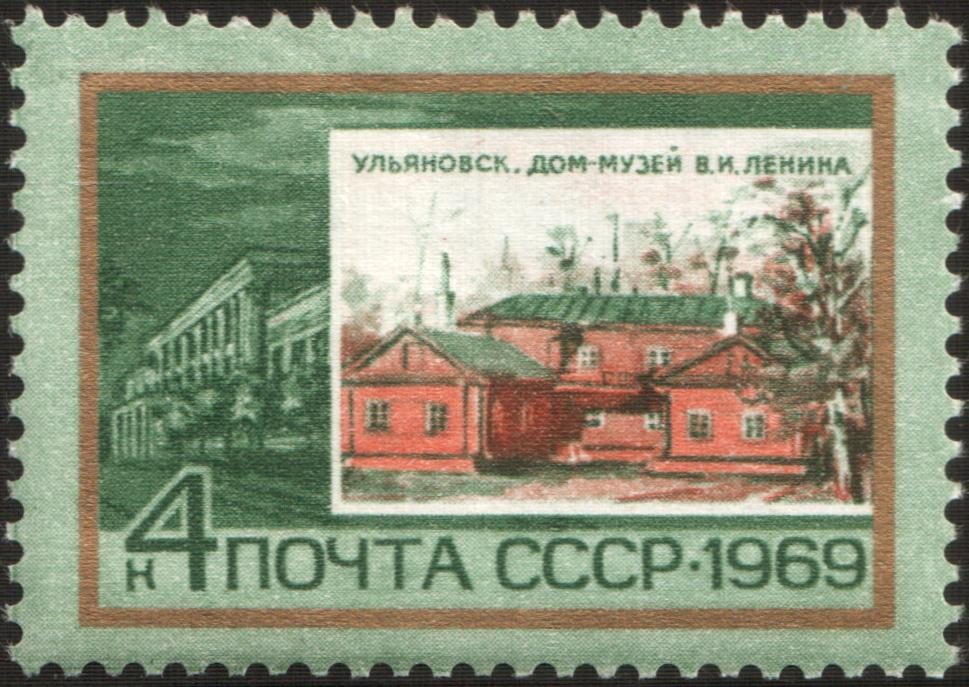
Почта СССР, 1969 г. Слева — Карамзинская библиотека.

Большое число посетителей привлекал музыкальный отдел, открытый в 1870 г.

Мемориальная табличка на здании Карамзинской библиотеки.

Управление библиотекой осуществлялось комитетом, избиравшимся на ежегодных торжественных актах, приуроченных ко дню рождения Н. М. Карамзина — 1 декабря. Комитет состоял из 12 членов и решал «все дела до библиотеки касающиеся» — вопросы комплектования фондов, обслуживания читателей, занимался хозяйственной и финансовой деятельностью.
Первым председателем комитета библиотеки стал Пётр Михайлович Языков — старший брат поэта Николая Языкова. А другой брат — Александр Михайлович Языков (1799—1874) был одним из организаторов Симбирской Карамзинской общественной библиотеки, член комитета библиотеки с 1846 г., почётный член библиотеки с 1861 г. Личная библиотека А. М. Языкова поступила после его смерти в Карамзинскую общественную библиотеку в 1874 году.
Членом комитета Карамзинской общественной библиотеки в 1847—1848 гг. был Хованский Юрий Сергеевич
(1806—1868), сын Сергея Николаевича Хованского.
Членом комитета Карамзинской общественной библиотеки был Назарьев Валериан Никанорович.
Членом комитета Карамзинской общественной библиотеки в 1861—1870 гг. был Павел Николаевич Охотин —  протоиерей Троицкого Кафедрального собора.
Членом комитета Карамзинской общественной библиотеки с 1898 года, председателем комитета в 1903—1915 гг. был Поливанов Владимир Николаевич.
21 сентября 1906 года у входа в Карамзинскую библиотеку на губернатора К. С. Старынкевича был совершён террористический акт, после которого 23 сентября он скончался.
В 1915 году Карамзинскую библиотеку перевели в построенный Дом-памятник Гончарову, а в бывших комнатах разместилась 2-я Симбирская мужская гимназия.
По-разному складывалась судьба Карамзинской общественной библиотеки в разные периоды её истории. Тем не менее, именно симбирскую библиотеку П. Н. Столпянский назвал «отрадным исключением» из числа прочих губернских библиотек.
В 1919 году помещение Карамзинской библиотеки было передано под местный краеведческий музей. По решению городской администрации фонд библиотеки предполагалось складировать в сарае, что предполагало его постепенное исчезновение. По инициативе заведующей городской библиотеки имени И. А. Гончарова Марии Медведевой фонд Карамзинской библиотеки из 75 тысяч экземпляров был перевезён в здание городской библиотеки имени И. А. Гончарова.

## Коллекции

Мемориальная доска на здании Дворца книги.

Основу книжных богатств Карамзинской общественной библиотеки составили 2325 т. личной библиотеки Николая  Михайловича Языкова. Они были переданы после смерти поэта его братьями — Петром и Александром, принимавшими самое деятельное участие в учреждении библиотеки в Симбирске.
Богатством и разнообразием фондов библиотека обязана многим видным деятелям отечественной культуры, книгоиздателям, общественным обществам. Среди её первых жертвователей были С. Т. и К. С. Аксаковы, М. А. Дмитриев, Д. В. Давыдов, И. А. Гончаров, М. П. Погодин, семья Карамзиных.
Дары станут одним из основных источников комплектования фондов Карамзинской библиотеки на протяжении всего её существования до 1918 г.. Лишь каждая пятая книга приобреталась на средства самой библиотеки.
47 российских губерний приняли участие в восстановлении симбирской библиотеки после городского пожара в 1864 г.. Общество русских литераторов, библиотеки Академии наук, Казанского университета и Генерального штаба, Воронежская публичная библиотека — далеко не полный перечень тех, кто откликнулся на призывы комитета библиотеки и поделился своими книжными богатствами.
Карамзинская общественная библиотека была одной из важнейших нитей, связывавших писателя Ивана Александровича Гончарова (1812—1891) с Симбирском. Он неоднократно откликался на просьбы комитета библиотеки прислать свои книги. В 1881 г. писатель передал всю свою личную библиотеку Карамзинской общественной библиотеке.
Особую гордость библиотеки составляют книги из личного собрания Н. М. Карамзина. Это книги, которыми Николай Михайлович пользовался при написании «Истории государства Российского».

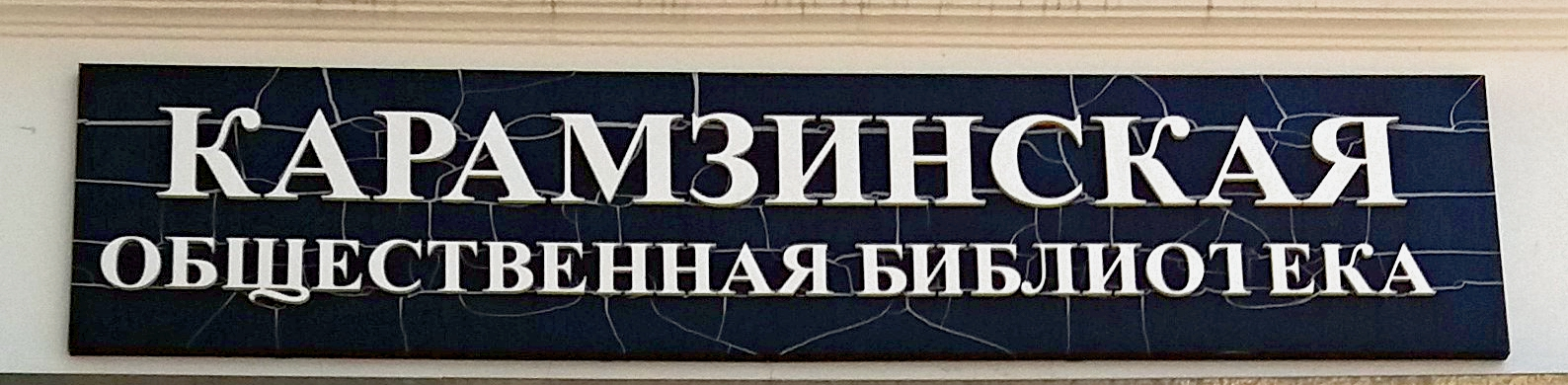
Аншлаг «Карамзинская общественная библиотека».

Именем Карамзина можно объяснить и то внимание, которым пользовалась Карамзинская общественная библиотека у членов царской семьи Романовых. В 1866 г. в Симбирск были присланы более 400 томов от цесаревича Александра Александровича, будущего царя Александра III. Это были дублеты, выбранные при соединении его библиотеки с библиотекой покойного старшего брата, наследника престола Николая Александровича.Аншлаг «Карамзинская общественная библиотека»
«Немаловажным приобретением» стала для Карамзинской библиотеки коллекция московского купца и библиофила С. Д. Сырейщикова. В 1870 г. её передал брат владельца Н. Д. Сырейщиков.
Среди книжных коллекций Карамзинской общественной библиотеки часть личной библиотеки князя В. Ф. Одоевского, усадебная библиотека симбирских дворян Соловцовых, переданная владельцами в 1894 г.

## Библиотека сегодня
Мемориальная экспозиция «Карамзинская общественная библиотека» входит в структуру отдела редких книг и рукописей Ульяновской областной научной библиотеки, её фонды доступны для пользователей библиотеки в режиме работы читального зала отдела. Экскурсионное обслуживание осуществляется по предварительной договорённости.